# Гай Антистий Вет (пропретор)
Гай Анти́стий Вет (лат. Gaius Antistius Vetus; I век до н. э.) — древнеримский военный и политический деятель из плебейского рода Антистиев, претор 70 года до н. э.

## Биография
В 70 году до н. э. Вет занимал должность претора. В 69 году он управлял Дальней Испанией. Известно, что Гай Юлий Цезарь служил при нём квестором.
У Гая Антистия был сын того же имени, консул-суффект 30 года до н. э.